# Xã Rector, Quận Saline, Illinois
Xã Rector (tiếng Anh: Rector Township) là một xã thuộc quận Saline, tiểu bang Illinois, Hoa Kỳ. Năm 2010, dân số của xã này là 65 người.